# Cupola (mô-đun ISS)
Cupola là một bộ phận của trạm không gian quốc tế có vai trò là một vị trí quan sát bao quát trạm cho các phi hành gia bên trong trạm. Bộ phận này dự kiến sẽ được phóng lên trạm trong sứ mệnh con thoi STS-130 (20A) của tàu Endeavour vào tháng 12 năm 2009 cùng với module nút Node 3.

## Cấu tạo
Cupola được chế tạo bởi cơ quan không gian châu Âu ESA theo một thỏa thuận với NASA, nhà thầu chính là Alenia Spazio ở Italia. Cupola là một gian điều áp có tất cả bảy cửa sổ với sáu cái ở xung quanh và một cái ở trên đỉnh. Các cửa sổ này làm bằng một loại kính công nghệ cao dày 12 cm gồm 4 lớp. Mỗi cửa sổ đều có một tấm bảo vệ có thể điều chỉnh mở ra hay đóng vào giúp bảo vệ chúng khỏi sự va chạm với các mảnh vật thể nhỏ (micrometeorite) trên quỹ đạo. Khi được phóng lên, đây này sẽ là các cửa sổ lớn nhất từng được đưa vào không gian.
Cupola sẽ cung cấp một vị trí quan sát và làm việc điều áp giúp các phi hành gia có thể điều khiển hệ thống cánh tay robot của trạm cũng như quan sát trái đất, các vật thể trong vũ trụ cũng như các tàu vũ trụ tới trạm.

## Lắp ghép vào trạm
Cupola đã được đưa lên trạm trong sứ mệnh STS-130 và đã được phóng đi vào ngày 8 tháng 2 năm 2010. Cupola đã được gắn vào CBM phía trước của Node 3 vào ngày 15 tháng 2 năm 2010 .  Khi lên tới trạm, Cupola đã được chuyển tới vị trí chính thức ở phía dưới của Node 3.